# Caieiras (ort)
Caieiras är en ort i Brasilien.   Den ligger i kommunen Caieiras och delstaten São Paulo, i den sydöstra delen av landet, 900 km söder om huvudstaden Brasília. Caieiras ligger 793 meter över havet och antalet invånare är 87 188.
Terrängen runt Caieiras är platt åt nordväst, men åt sydost är den kuperad. Runt Caieiras är det mycket tätbefolkat, med 5 805 invånare per kvadratkilometer.. Närmaste större samhälle är Osasco, 19,4 km söder om Caieiras.
I omgivningarna runt Caieiras växer i huvudsak städsegrön lövskog.